# Tēvija

Tēvija (Patrie en letton) est un quotidien en langue lettonne, publié en Lettonie de 1941 à 1945, par l'occupant nazi.

## Histoire
Tēvija commence à être publié le 1er juillet 1941 (techniquement le 2 juin) lorsqu'une partie des troupes allemandes entre dans Rīga. Le quotidien devient de fait la tribune en langue lettonne du régime occupant (l'Allemagne nationale-socialiste) jusqu'à leur défaite militaire : le dernier numéro paraît le 29 avril 1945. Ce journal est publié à Rīga, puis à Liepāja à partir du 17 octobre 1944 sous le nom « Tēvija un Kurzemes Vārds », jusqu'au 29 octobre 1944. Le titre d'origine Tēvija est ensuite rétabli.
Tēvija est publié quotidiennement excepté le dimanche, et avec une interruption du 11 au 16 octobre 1944 lorsque la rédaction évacue Riga pour Liepaja.
Ernests Kreišmanis (1890-1965) est l'éditeur du journal, mais la publication de Tēvija est en réalité sous la responsabilité du Commissariat du Reich pour les régions de l'Est (Reichskommissariat Ostland). Arturs Kroders (1892–1973) est le premier rédacteur du journal, celui-ci est cependant démis de la responsabilité rédactionnelle le 24 juillet 1941. Andrejs Rudzis (1905–1984) occupe le poste de rédacteur du 25 juillet au 23 septembre 1941, puis l'écrivain Pauls Kovaļevskis (1912-1979) est nommé à ce poste. À partir du 26 novembre 1944, la fonction de rédacteur est remplie par Jānis Vītols (1910-1990).
La taille du journal est variable ; le premier numéro comporte 4 pages, puis les numéros en semaine comptent 4 à 6 pages (les numéros du samedi sont très volumineux - jusqu'à 16 pages). Lors d'évènements particuliers, la taille du journal peut atteindre 16 pages. Durant la seconde moitié de 1944 et au début de 1945, la taille du journal diminue à deux pages sauf à quelques exceptions, et la qualité du papier et de l'impression se dégrade également.
Tēvija est en fait le seul journal dans le District Général de Lettonie (Generalbezirk Lettland) qui est sujet à la censure avant impression durant toute l'occupation. Cette censure est assurée par le journal des allemands baltes, le « Rigasche Rundausche », dirigé par le rédacteur pro-nazi Ernests Eduards fon Menzenkamfs (Ernst von Mensenkampff) (1895 - 1945).